# Famille Aldobrandeschi

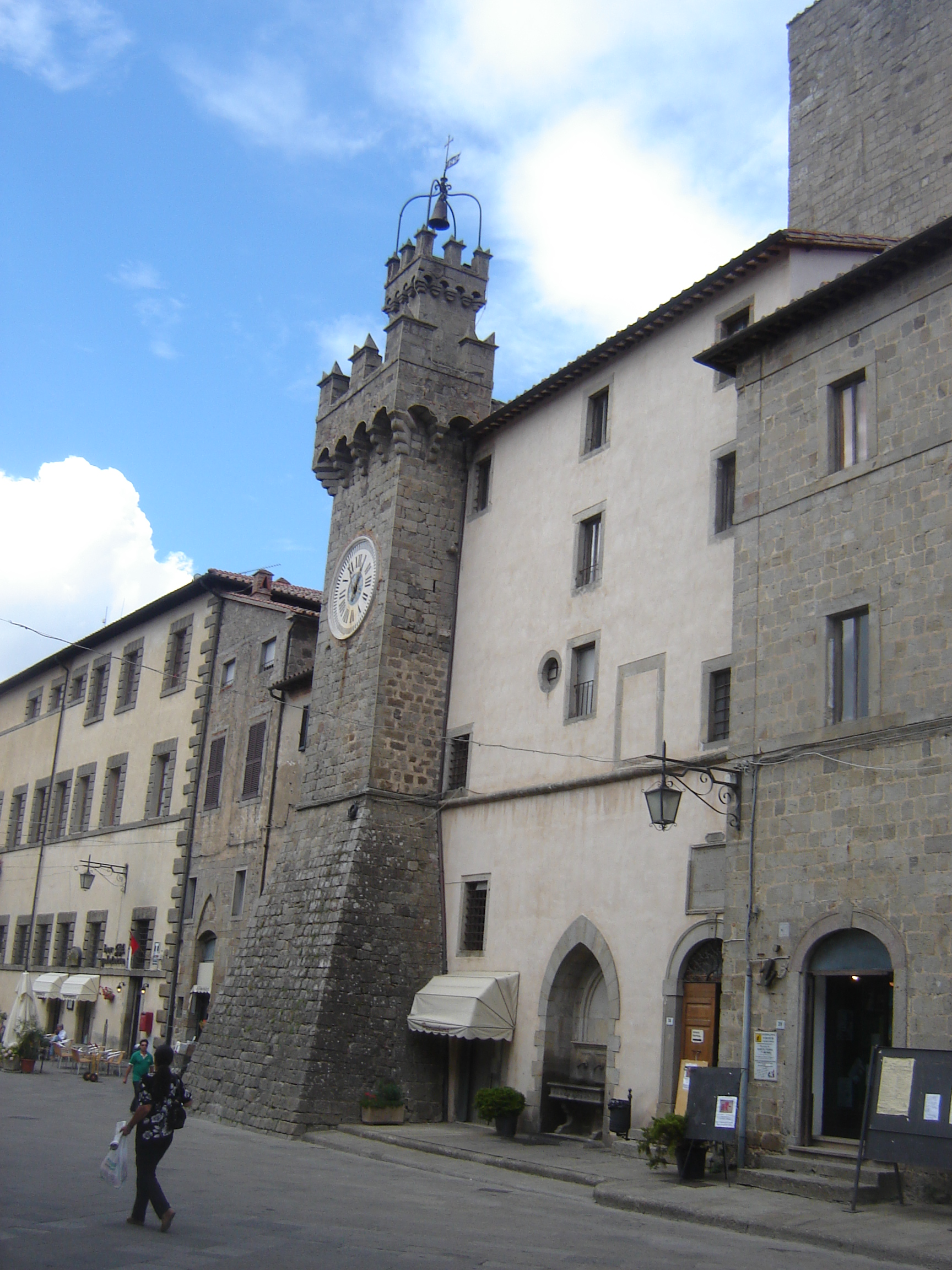
La tour, trace des Aldobrandeschi dans le château Cesarini-Sforza de Santa Fiora.

La famille Aldobrandeschi est une famille noble italienne, probablement d'origine lombarde, qui, au cours du Moyen Âge, a dominé un vaste domaine féodal de la Maremme et de l'Amiata actuellement située aux confins de la Toscane et du Latium avec la Valdelsa siennoise.
Leurs possessions se concentraient dans les localités de Colle di Val d'Elsa, Santa Fiora et de la frazione Sovana (l'ancienne Soana) de Sorano.

## Histoire

### Origines
Les origines précises de la famille sont majoritairement inconnues, mais peut être retracées à l’aristocratie moyenne lombarde de Lucca. Les recherches généalogiques faites par plusieurs historiens ne dépassent pas le Xe siècle, et s’arrêtent définitivement en 988, quoique d’autres historiens peuvent remonter l’origine familiale aux années 800. En effet, Collavini adresse des origines familiales datant du IXe siècle, cependant les ressources documentaires sont trop rares pour en faire un portrait juste, et il est impossible de remonter plus tôt que cette période. En 988, seulement Rodolfo Comte de Roselle est identifiable, ainsi que le nom de son père, qui est le même. Une origine lombarde a été suspectée chez les ancêtres de la famille, comme avancer par l’historien Schwarzmaier. Ceci fut analysé par Simone M. Collavini et semble avoir été accepté. D’autres comme Emanuele Repetti, l’historien naturaliste et géographe italien, posent plutôt une ascendance salique à la place. La connexion entre les comtes de Roselle et la famille Aldobrandeschi peut être établie grâce à de nombreux documents notaire territorial. Cela permet d’établir que le comte de Roselle obtenu son territoire d’un descendant d’Alperto di Lucca, et que de lui son territoire serait parvenu à la famille Aldobrandeschi. Il aurait pu être donné en héritage, soit à Rodolphe Ier Aldobrandeschi, ou à son père Ildebrando III Aldobrandeschi. Cet cédassions se serait passé avec l’accord du pape Benoît VI ou VII. Il aurait plus de sens que le territoire ait été légué par Benoît VII, qui eut un combat pour le siège papal avec Boniface VI qui impliquait de grandes familles italiennes. De surcroit, beaucoup de mouvements de patrimoine avait lieu à cette époque, surtout avec l’arrivée des Francs carolingiens sur le territoire. On peut voir dans ces donations une possibilité que les familles anciennement lombardes aient cherché à se rapprocher de la nouvelle puissance.

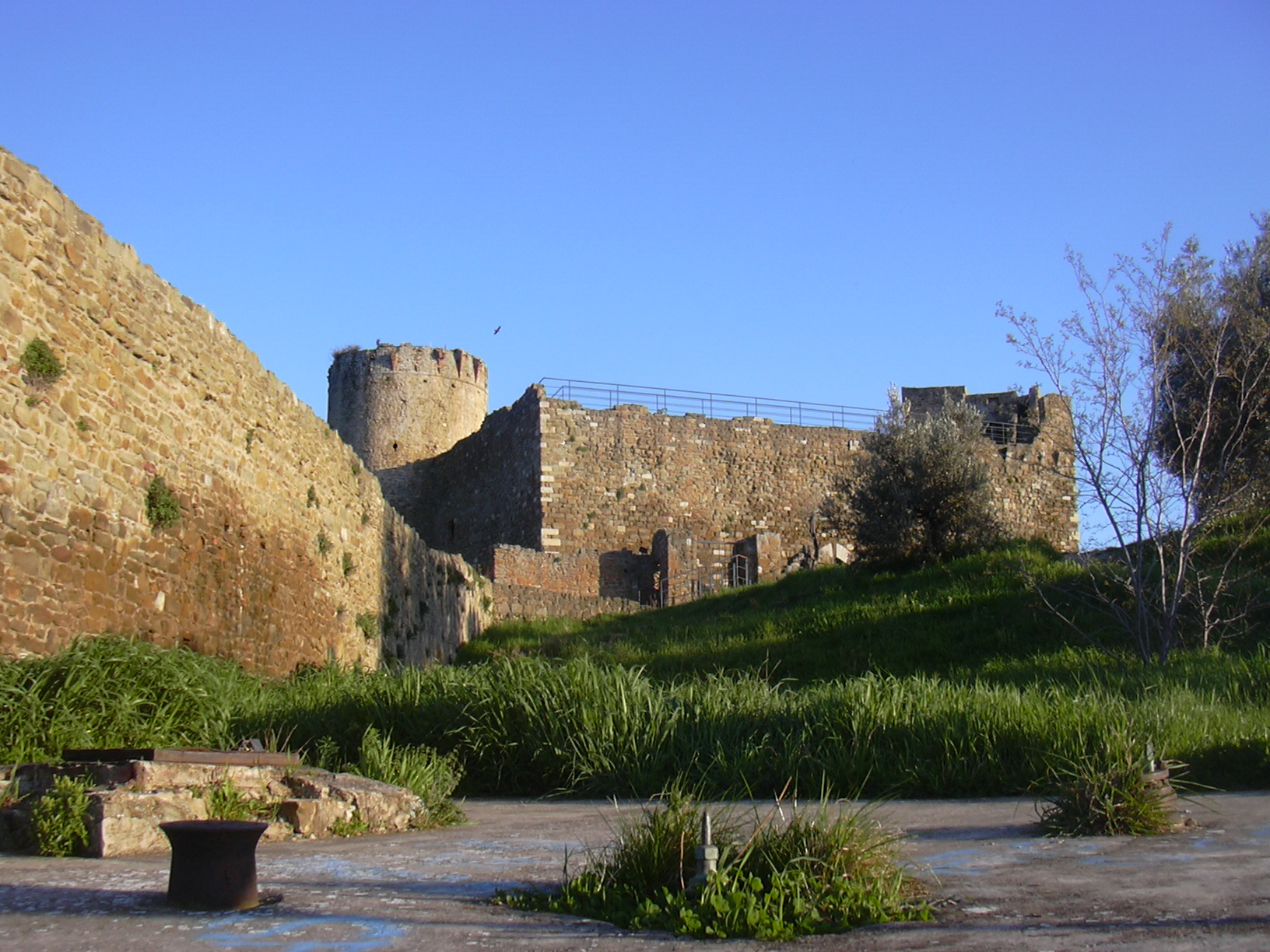
Château des Aldobrandeschi à Scarlino.

Collavini quant à lui utilise le monastère de Saint-Pierre (S. Pietro Somaldi) pour établir l’importance de la famille dans les temps où elle n’apparaît pas dans les écrits. Les échanges de territoires indiques que la famille était non seulement assez riche, mais importante pour s'allier aux autres grandes familles de l’époque. Ce qui  fait  qu’avant que le monastère tombe dans les mains de la famille, en 793, il n’y a aucune trace de la famille. Elle devait donc être peu importante avant ce moment, où à tout le moins ne pas entretenir de grandes relations avec le reste des familles de Tuscie. Le manque d’information ne permet pas, à ce moment, de fermer définitivement la question cependant.
La deuxième moitié du IXe siècle est une des périodes les plus riches littérairement pour la famille. De multiples documents subsistent qui nous permettent de suivre non seulement leurs actions politiques, mais aussi leurs actions et leur profil social. Dans des poèmes et des annales, des Aldobrandeschi et des Ildebrando apparaissent dans de multiples évènements importants, dont le « […] récit de l’affrontement qui ouvrit les portes du royaume à Guido, […] ».
On note, au XIe siècle, un changement de la fonction familiale. Collavini établit, avec les sources littéraires, que la famille comtale prend un aspect dynastique pendant cette période et que le titre devient « immédiatement héréditaire ».  Il identifie la transition officiellement à la dixième génération familiale, et à la cinquième génération comtale. On remarque aussi un changement dans les noms et prénoms familiaux, pour mieux se rapprocher de la nouvelle monarchie franque.

### Apogée de la famille
Déjà en 1040 on voit une augmentation de l’activité familiale dans les documents. Ils concernent principalement des cessions, des ventes ou des achats d’églises et de territoires. L’activité sociale et politique de la famille continue d’augmenter dans les décennies suivantes, établissant des liens avec les territoires qui les entourent, mais aussi avec les familles qui partagent le territoire avec eux. Ce ne seront pas toujours des liens positifs, parfois des tensions conflictuelles, surtout vers 1080 entre la famille et les églises  qui se trouvaient sur le territoire, subissant de nombreuses sanctions. Ces tensions seront rétablies plus tard, mais avaient nécessité l’intervention du monarque Henry IV pour résoudre la situation. L’apogée de la famille serait vers 1208, lorsque le compte Palatine Ildebrandino mourut. Après, ces nombreux fils  fondèrent plusieurs branches familiales. Comme Guiglielmo qui fonda les branches Soana et Pitigliano, ou encore Bonifazio qui sera le premier des comtes de Santa Fiora. C’est probablement cette période qui inspira Omberto, fils de Bonifazio, quand il cite le travail des anciens comme la source de son orgueil. Son cousin, Ildebrandino il Rosso, transforma la ville de Pitigliano la capitale de son domaine, ce qui lui octroya le titre de comte. Ce titre n’ira à aucun fils de la lignée, mais au mari de sa fille Margherita. La branche Soana-Pitigliano qui fut fondée par l’arrière-grand-père de Margherita cessa donc d’exister avec elle, et les territoires furent répartis entre plusieurs familles, dont les Orivetani et Orsini. La branche de Bonifazio d’Ildebrandino VIII et de ses enfants continue et il y a en 1274 des discussions pour le futur partage du fief de la famille entre les deux branches familiales. Finalement ce fief sera  divisé en quatre par les enfants d’Ildobrandino VIII.

### Décadence

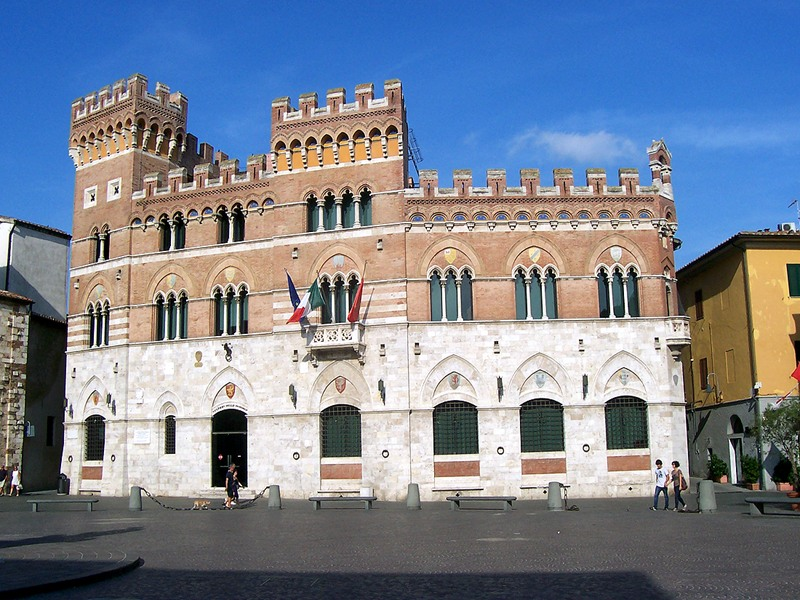
Le palais Aldobrandeschi à Grosseto.

La famille est traditionnellement gibeline, mais  passa dans le camp guelfe après la mort de l'empereur Frédéric II de Sicile en 1250, en signant un traité avec la commune de Florence, qui comportait des avantages de type commercial pour les Florentins (comme le port de Talamone). Cet accord n'a pas empêché cependant que leurs possessions soient progressivement érodées par les autres puissantes familles des communes limitrophes (Sienne, Grosseto, Orvieto). En 1274, leurs possessions en Toscane méridionale furent réparties entre le Comté de Sovana et celui de Santa Fiora, qui furent alors gouvernés par deux branches distinctes de la famille.
L'absence de descendance mâle dans la branche de Sovana fit hériter l'ancien État à la famille Orsini donnant  naissance au Comté de Pitigliano ; la même raison, touchant la branche de Santa Fiora, fit hériter à la famille Sforza le territoire restant du comté. De nombreux personnages importants de l'histoire italienne appartinrent à la famille Aldobrandeschi, comme Guglielmo (le Grand Toscan) et Umberto Aldobrandeschi cités par  Dante dans la Divine Comédie (Purgatorio, XI, 58-72) ou le grand pape réformateur Grégoire VII (Ildebrando di Sovana).
La branche qui garda sa domination le plus longtemps sur le territoire est la famille qui gérea  Santa Fiora, qui se trouve dans le Val di Fiora. Ce territoire de la Maremme n’était pas porteur de sa grandeur passée. La famille se vit divisée et déchirée par plusieurs conflits, autant internes qu’extérieurs, perdant l’unité qui autrefois lui avait permis sa gloire. Elle fut finalement écrasée au tournant du XIVe siècle.

## Arbre généalogique
L’arbre généalogique de la famille est difficile à reconstituer. Simone M. Collavini dit aussi que la période de temps entre 870 et 970 est une des périodes les plus difficiles pour recomposer l’histoire de la famille. Ceci est dû aux multiples mouvements sur le territoire ainsi que le peu de documents qui ont survécu. À cette période est également identifié un changement de « souche » familiale, allant d’une famille lombarde à une famille qui peut ressembler à une culture franque. Le plus loin qu’on peut retourner dans l’arbre généalogique est Rodolfo, compte de Roselle. Après lui on descend à Ildebrando III Aldobrandeschi et son fils Rodolfo I Aldobrandeschi. De là, on descend à Palatine Ildebrandino qui mourut en 1208, laissant derrière lui plusieurs fils, dont Guiglielmo et Bonifazio (d’Ildebrandino VIII ?), et de petits fils, Omberto, fil de Bonifazio et Ildebrandino Il Rosso, fils de Guiglielmo qui mourut en 1284. Ildebrandino n’eut aucun fils, seulement des filles, dont on connait seulement Margherita de nom.
Il faut également ajouter à cet arbre familial difficile à reconstituer les mariages qui, mentionnés dans la prochaine section, ne sont pas plus faciles à placer et identifier. En bref, un arbre familial serait trop vaste et compliqué à faire à cause des relations entre les grandes familles et le flou documentaire.

## Relations

### Avec les autres familles
Le XIe siècle est un des moments le plus riches en sources pour l’histoire de la famille . C’est aussi un des moments les plus faciles pour établir les liens avec le reste du territoire. En ce qui concerne les mariages, les documents détaillés permettent d’établir les mariages clairement d’au moins 17 personnes sur 25, entre 970 et 1130. Lorsqu'on se concentre ses efforts sur les personnes influentes de la période alors on peut réduire ce nombre à 10 sur 12 mariages. Malheureusement, des lacunes dans les documents laissent quelques imprécisions, surtout sur l’origine des épouses qui se marient dans la famille. Tout de même, on peut établir les traditions de liaison par mariage dans la famille en observant les mariages de ces filles. Plusieurs se sont mariées dans une famille au niveau social assez élevé, ou avec des pouvoirs et prestiges équivalents. En ce qui concerne les mariages pour les fils, c’est moins clair. Moins de données peuvent être tirées et les mariages ne semblent pas être dans le but de l’ascension social. Certaines sont perdues dans l’histoire, leurs noms inconnus et leurs origines non existantes.
Les stratégies d’alliance avec les familles comtales de Tuscie ne semblent pas exister lorsqu’on regarde les sources. Avec le temps, la famille assiste à la création de plusieurs branches avec lesquelles elle entretient des relations variées. Parfois aucune relation n’existe et d’autre fois, il s’agit de relation strictement par le mariage, et d’autres fois ce sont des relations d’alliances qui rejoignent deux familles ensemble. Ce dernier cas semble arriver le plus souvent lorsque des questions territoriales sont soulevées avec des intérêts communs pour les deux familles.

### Avec le territoire

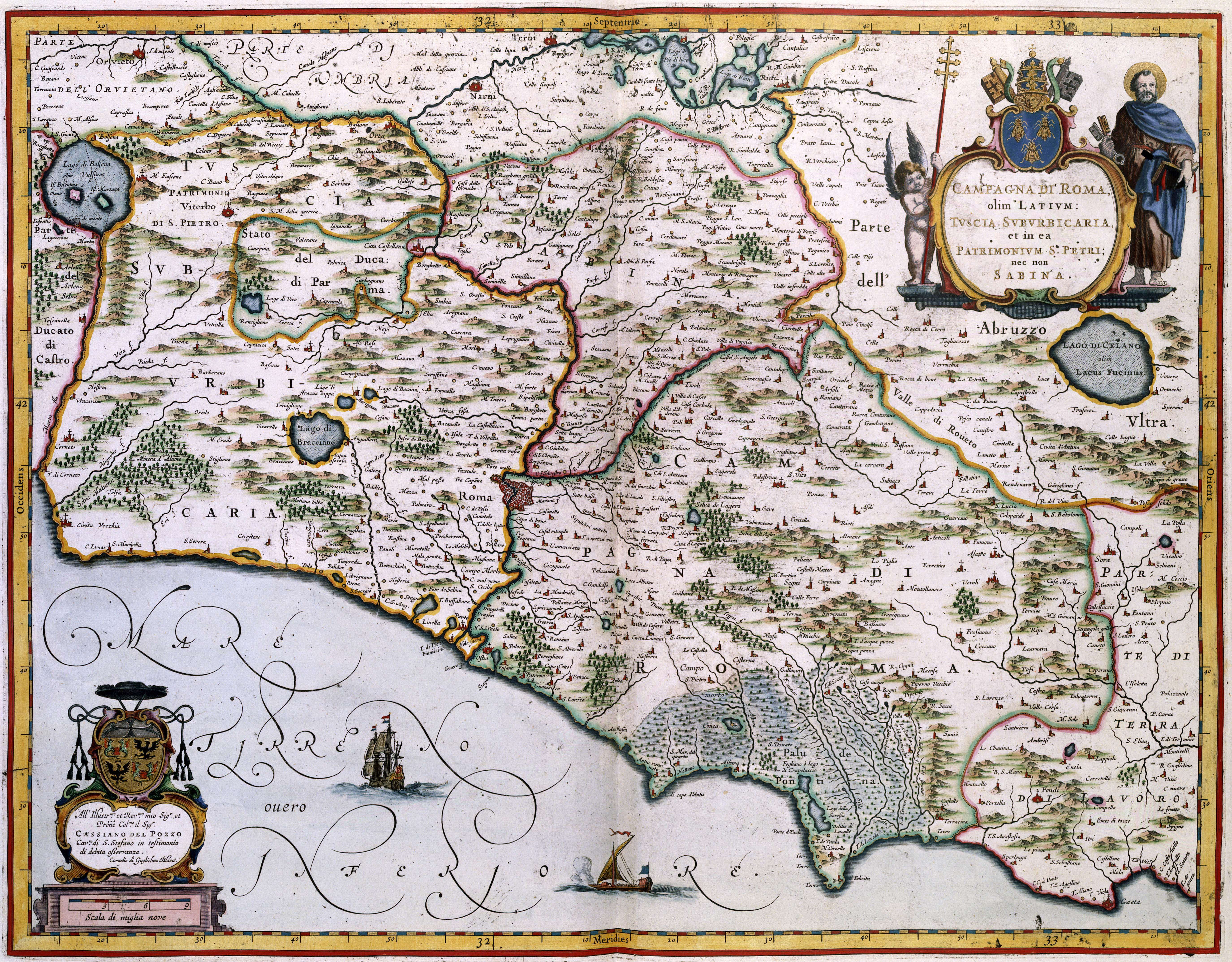
Carte qui date du territoire de la Tuscie.

Au IXe siècle, la famille était connue comme « les seigneurs les plus puissants du sud de la Toscane moderne ». Les multiples échanges avec les autres familles ont permis le développement de leur pouvoir sur le territoire et sur les autres familles.
On sait que la famille Aldobrandeschi a joué plusieurs rôles dans la vente, l’achat et les cessions d’églises et de territoires avant et pendant le XIe siècle.  Ces relations se développèrent, et en 1046 des alliances entre les églises et la famille commencèrent à prendre place, comme avec Ildebrando V Les différentes alliances qui ont lieu à cette époque, promesses de ne pas toucher, attaquer où mettre en danger les églises et les monastères, semble indiquer le pouvoir grandissant des familles de Tuscie. Particulièrement les Aldobrandeschi, qui ont eu même plusieurs alliances avec différentes églises en présence du monarque pendant cette période. Les accords de 1046 sont d’ailleurs les premiers qui témoignent de l’importance et de la puissance de la famille en Tuscie, et l’une des plus anciennes du territoire au complet.

### Avec la Toscane
En 1080, une plainte officielle a été déposée contre la famille Aldobrandeschi. La nature de la plainte était l’accumulation des terres de la famille qui pénalisait le développement des autres seigneuries en Toscane.
Les plus gros problèmes que la famille rencontrera politiquement sont aux XIIe et XIIIe siècles à cause de la localisation de son territoire. Cela causa des tensions avec ces voisins qui vont imposer plusieurs transactions diplomatiques, parfois sans succès. Certains de ces voisins incluent les pouvoirs de Florence et de Pise, qui était déjà des grandes puissances économiques militaires à cette époque. Ils ont aussi entretenu multiples relations avec les républiques de Sienne et Orvieto qui étaient dans une période de grande expansion. En 1169, un Idebrandino participe à des conflits armées en Toscane. Ce conflit a débuté en 1167 avec un vide du pouvoir, et la famille en profita. Ce combat pour le territoire se terminera par une victoire pisane et Ildebrandino retournera sur son territoire en Tuscie une fois son rôle d’allié terminé.

## La famille et Dante
Dante écrit à propos de la famille, probablement à cause de l'histoire arrogante de la famille, ainsi que l’attitude supérieure qu’il note chez les grands seigneurs féodaux. Comme chez Guiglielmo et Bonifazio d’Ildebrandino VIII qui furent mentionnés plus haut. Ceci contraste avec la magnanimité des exploits qu’ils ont accomplis pendant leur vie. La tension entre la famille et le pouvoir papal et royal le poussent à écrire des essais sur la situation actuelle. Un des personnages mentionné par nom est Umberto Aldobrandeschi cités par Dante dans la Divine Comédie (Purgatorio, XI, 58-72), comme mentionnée plus haut.